# Regierung Petkow
Die Regierung Petkow wurde nach der Parlamentswahl am 14. November 2021 gebildet. Sie wurde am 13. Dezember 2021 vom bulgarischen Parlament, dem Narodno Sabranie, mit 134 Ja- und 104 Nein-Stimmen gewählt und folgt als reguläre Regierung auf die Regierung Borissow III, die die Parlamentswahl im April 2021 verloren hatte. Nach den Wahlen im April und am 11. Juli 2021 setzte der bulgarische Präsident Rumen Radew die kommissarischen Regierungen Janew I und Janew II ein, nachdem keine der Parteien eine neue Koalition hatte bilden und sich eine Mehrheit im Parlament hatte sichern können. Somit war die Regierung Petkow auch die direkte Nachfolgeregierung der Regierung Janew II. Ihr stand Kiril Petkow als Ministerpräsident und einem Vier-Parteien-Bündnis vor. Neben der Korruptionsbekämpfung galten die verschleppte Justizreform, Digitalisierung, die Bewältigung der steigenden Strompreise und der Corona-Krise sowie die Ökologie als Prioritäten der Regierung. Bei der Wahl der Regierung stimmte die gesamte Opposition (DPS, GERB, Wiedergeburt) gegen sie.
Am 22. Juni 2022 wurde die Regierung durch ein Misstrauensvotum im Parlament gestürzt.
Die bulgarische Verfassung sieht insgesamt drei Versuche vor, noch im derzeitigen Parlament eine neue Mehrheit zu finden. Erst wenn diese scheitern, muss Staatspräsident Rumen Radew eine Übergangsregierung einsetzen, die Bulgarien bis zur nächsten Parlamentswahl führt. Die von Galab Donew angeführte Übergangsregierung trat am 2. August 2022 ins Amt.

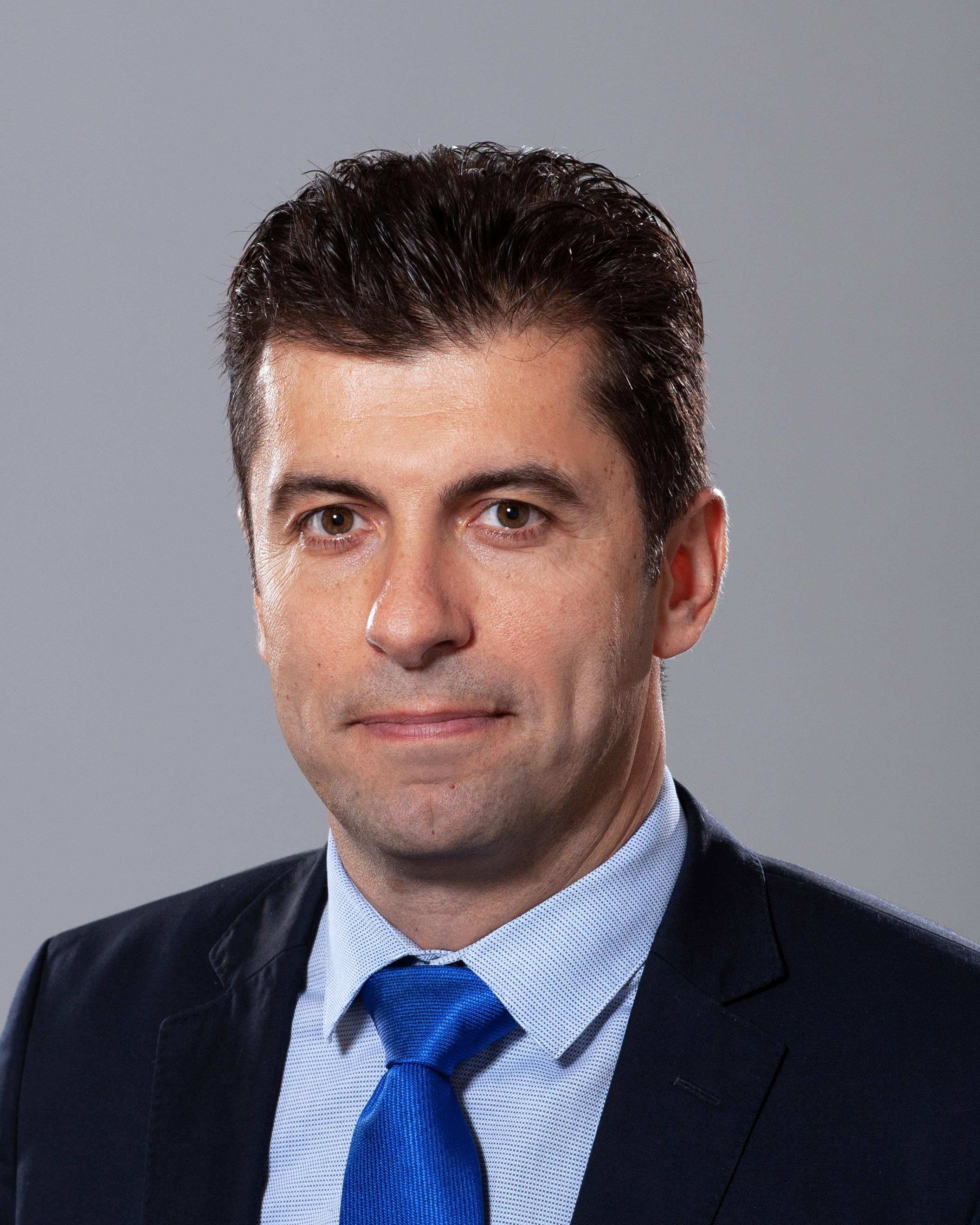
Ministerpräsident Kiril Petkow

## Kabinettsmitglieder
Das Kabinett von Kiril Petkow als Co-Vorsitzender der stärksten Parlamentsfraktion, Wir setzen den Wandel fort (PP, 25,7 %), wurde in Koalition mit der Bulgarischen Sozialistischen Partei (BSP, 10,2 %), der populistischen Es gibt ein solches Volk (ITN, 9,5 %) von Entertainer Slawi Trifonow und dem Bündnis Demokratisches Bulgarien (DB, 6,4 %) gebildet. Die Regierung steht unter dem Motto Null-Toleranz zur Korruption und jeder Koalitionspartner erhält einen Posten als Stellvertretender Ministerpräsident. Dazu sollen alle Parteien in den Ministerien, in denen sie nicht den Minister stellen, über einen eigenen Stellvertreter repräsentiert sein. Die Verteilung der Minister erfolgte nach einem Quotenprinzip von 10 zu 4 zu 4 zu 3.
Der zweite Co-Vorsitzende der PP und einstige Interimsminister in den Regierungen Rajkow und Janew I, Assen Wassilew, wurde Finanzminister. Zu seinem Ressort gehörten ebenfalls die Bereiche Wirtschaft und Energie; außerdem war er für EU-Mittel zuständig. Die Absolventin der Militärakademie in Sofia, Teodora Gentschowska, die zuletzt im Präsidialamt tätig gewesen war, wurde Außenministerin. Verteidigungsminister wurde der Interimsministerpräsident in der Regierung Janew I und II, Stefan Janew.
Am 28. Februar 2022 wurde der Verteidigungsminister Stefan Janew auf Grund seiner hartnäckigen Weigerung, den Konflikt in der Ukraine als Krieg zu bezeichnen, von seinem Posten entlassen. Am 1. März wurde Dragomir Sakow, bis dahin Vertreter Bulgariens bei der NATO, als neuer Verteidigungsminister vom Parlament vereidigt.
| Amt                                                                                 | Name                                           |
| ----------------------------------------------------------------------------------- | ---------------------------------------------- |
| Ministerpräsident                                                                   | Kiril Petkow (PP)                              |
| Stellvertretender Ministerpräsident und Finanzminister                              | Assen Wassilew (PP)                            |
| Stellvertretende Ministerpräsidentin und Ministerin für effektive Regierungsführung | Kalina Konstantinowa (PP)                      |
| Stellvertretende Ministerpräsidentin und Ministerin für Wirtschaft und Industrie    | Kornelija Ninowa (BSP)                         |
| Minister für regionale Entwicklung und öffentliche Arbeiten                         | vakant                                         |
| Stellvertretender Ministerpräsident und Minister für Umwelt und Wasser              | Borislaw Sandow (DB)                           |
| Innenminister                                                                       | Bojko Raschkow (parteilos, Vorschlag von PP)   |
| Verteidigungsminister                                                               | Dragomir Zakow (parteilos, Vorschlag von PP)   |
| Außenminister                                                                       | vakant                                         |
| Minister für Arbeit und Sozialpolitik                                               | Georgi Gjokow (BSP)                            |
| Justizminister                                                                      | Nadeschda Jordanowa (DB)                       |
| Minister für Bildung und Wissenschaft                                               | Nikolaj Denkow (parteilos, Vorschlag von PP)   |
| Gesundheitsminister                                                                 | Assena Serbessowa (PP)                         |
| Kulturminister                                                                      | Atanas Atanassow (parteilos, Vorschlag von PP) |
| Minister für Land-, Ernährungs- und Forstwirtschaft                                 | Iwan Iwanow (BSP)                              |
| Minister für Verkehr und Informationstechnologie                                    | Nikolaj Sabew (PP)                             |
| Minister für Innovation und Wachstum                                                | Daniel Lorer (PP)                              |
| Minister für E-Government                                                           | Boschidar Boschanow (DB)                       |
| Energieminister                                                                     | vakant                                         |
| Ministerin für Tourismus                                                            | Christo Prodanow (BSP)                         |
| Minister für Jugend und Sport                                                       | vakant                                         |